# Bni Abdallah
Bni Abdallah (franska: Bni Abdallah (CR), Bni Abdallah (Commune Rurale), arabiska: بني عبد الله) är en kommun i Marocko.   Den ligger i provinsen Al Hoceïma och regionen Tanger-Tétouan-Al Hoceïma, i den nordöstra delen av landet, 280 km öster om huvudstaden Rabat. Antalet invånare är 7 566.